# Konca Kuriş
Konca Kuriş, née le 16 octobre 1961 et morte assassinée le 20 juillet 1999 à Konya (un an après sa disparition) possiblement par les islamistes kurdes du Hezbollah turc, est une féministe turque de confession musulmane.

## Biographie
Konca Kuriş, mère de cinq enfants, tient un magasin de vêtements avec son mari. Autodidacte, elle s'initie à la théologie et à la place du droit des femmes dans l'Islam. Dans ses écrits, elle veut montrer que le droit des femmes est garanti par le Coran, contrairement à son interprétation contemporaine. Elle nie, par exemple, que le Coran oblige les femmes à se couvrir la tête, bien qu'elle soit elle-même voilée.

## Mort
Elle devint une des cibles du mouvement Hezbollah turc après avoir soutenu une autre place des femmes dans l'Islam. En juillet 1998, elle est enlevée devant sa maison à Mersin. Torturée, elle résiste pendant 35 jours avant d'être tuée. Son corps ne sera retrouvé que le 23 janvier 2000 dans la ville de Konya, à 350 kilomètres de Mersin,. La police retrouve en même temps que son corps une cassette vidéo filmant les actes de torture qui ont précédé sa mort, l'accusant de se prendre pour un Salman Rushdie ou une Taslima Nasrin. 

## Distinctions
- International Pen, Writers in Prison Committee (2000)